# Monica Johansson
Monica Johansson (ur. 1973) – szwedzka biegaczka narciarska, zawodniczka klubu Bodens SK.

## Kariera
Największe sukcesy Monica Johansson osiągnęła w cyklu FIS Marathon Cup. W sezonie 1999/2000 zajęła trzecie miejsce w klasyfikacji generalnej, za Rosjanką Swietłaną Nagiejkiną i Austriaczką Marią Theurl. W Pucharze Świata zadebiutowała 13 marca 1999 roku w Falun, gdzie zajęła 57. miejsce w biegu na 15 km techniką klasyczną. Szwedka nigdy nie zdobyła punktów PŚ i nigdy nie została uwzględniona w klasyfikacji generalnej. Nigdy też nie brała udziału w igrzyskach olimpijskich ani mistrzostwach świata.

## Osiągnięcia

### Puchar Świata

#### Miejsca w klasyfikacji generalnej
- sezon 1998/1999: -
- sezon 1999/2000: -

### Miejsca na podium
Johansson nigdy nie stała na podium indywidualnych zawodów PŚ.

### FIS Marathon Cup

#### Miejsca w klasyfikacji generalnej
- sezon 1999/2000: 3.

### Miejsca na podium
?